# HD 56160
HD 56160，又名CD-26 4074，SAO 173283、HR 2750，是一颗恒星，视星等为5.58，位于銀經239.65，銀緯-7.26，其B1900.0坐标为赤經7h 10m 48.6s，赤緯-26° -7.26′ 48″。